# Mylomys dybowskii
Mylomys dybowskii är en däggdjursart som först beskrevs av Eugene de Pousargues 1893.  Mylomys dybowskii ingår i släktet Mylomys och familjen råttdjur. Den listades tidvis i släktet Pelomys. Inga underarter finns listade i Catalogue of Life.

## Utseende
Arten når en kroppslängd (huvud och bål) av 12,2 till 19,4 cm, en svanslängd av 10,4 till 18 cm och en vikt av 46 till 190 g. Den har 2,9 till 3,7 cm långa bakfötter och 1,4 till 2,5 cm stora öron. Håren som bildar pälsen på ovansidan är mörkgråa till svarta vid roten och gula eller svarta vid spetsen vad som ger en spräcklig ljusbrun päls med svarta streck. Vid stjärten och på svansens ovansida är hårens spetsar mer rödbruna. Den finns en tydlig gräns mot den vitaktiga undersidan och ingen mörk strimma på ryggens topp. Med undantag av ansiktets lägre delar, som är vita, har huvudet samma färg som bålens ovansida. Några exemplar har gula fläckar i ansiktet. De mörka öronen är bara glest täckta av styva hår. Vid framtassarna förekommer tummen och det femte fingret bara rudimentärt. Första och femte tån vid bakfoten är små men inte förkrympta. Svansen är täckt av ringformigt fjäll. Den är ovanpå mörk och bär svarta styva hår. Undersidan är däremot ljus med gula eller vita styva hår. Hos ungdjur är knölarna på kindtänderna påfallande stora. Honor är utrustade med två par spenar vid bröstet och två par spenar vid ljumsken.

## Utbredning
Denna gnagare förekommer med flera från varandra skilda populationer i västra och centrala Afrika från Guinea till Kenya och söderut till södra Kongo-Kinshasa och Malawi. Den lever främst i bergstrakter upp till 2300 meter över havet. Mylomys dybowskii föredrar gräsmarker med några träd och buskar. Den hittas bland annat i regioner där skogar och savanner bildar en mosaik.

## Ekologi
Mylomys dybowskii är antagligen dagaktiv och den vistas främst på marken. Den bygger bon av gräs som placeras nära marken. På grund av fötternas konstruktion antas att den springer fort med några hopp. Arten äter gröna växtdelar som gräs, bönor och örter. Honor kan para sig hela året (kanske med en paus i januari och februari) och per kull föds 2 till 6 ungar. Hos ungar har ovansidans hår inga gula avsnitt. Denna gnagare jagas av pufformen (Bitis arietans) och troligen av andra rovlevande djur. Den är ganska sällsynt, särskild efter bränder.

## Hot
Det är inget känt om populationens storlek och möjliga hot. Mylomys dybowskii är i några regioner talrik och i andra områden sällsynt. IUCN kategoriserar arten globalt som livskraftig.